# James Blake (album)
Pour les articles homonymes, voir James Blake.
James Blake est le premier album du musicien et producteur londonien James Blake sorti le 7 février 2011 au Royaume-Uni et aux États-Unis sur son propre label, ATLAS.
James Blake est l’auteur-compositeur-interprète de l'intégralité des morceaux de l'album. 
L'album s'est vendu à 400 000 exemplaires rien qu'en Angleterre.

## Liste des titres
1. Unluck
2. The Wilhelm Scream
3. I never learnt to share
4. Lindisfarne I
5. Lindisfarne II
6. Limit to Your Love
7. Give me My Month
8. To Care (Like You)
9. Why don't You Call Me
10. I Mind
11. Measurements
12. You Know Your Youth

## Clips
Les clips de Limit to your love et Lindisfarne ont été réalisés par Martin de Thurah, et le clip de The Wilhelm Scream par Alexander Brown.